# Rosa 'New Dawn'
'New Dawn' (el nombre de la obtención registrada 'New Dawn'), es un cultivar de rosa moderna de jardín trepador que fue conseguido en Estados Unidos en 1930 en el vivero "Somerset Rose Nursery" como desporte de la rosa obtenida por el rosalista estadounidense Van Fleet en 1910.

## Descripción
'New Dawn' es una rosa moderna de jardín de porte trepador, cultivar del grupo Híbrido Wichurana.
El cultivar procede de ser un desporte de 'Dr. W. Van Fleet', (Van Fleet 1910).
Las formas arbustivas del cultivar tienen porte trepador arqueado y alcanza de 305 a 610 cm de alto con más de 245 cm de ancho. Las hojas son de color verde oscuro y brillante, con denso follaje.
Sus delicadas flores de color rosa suave. Fragancia moderada. Flores medianas de 4". Flor de media a grande plena con 26 A 40 pétalos. Flor resalta en solitario. Floración en pequeños grupos, forma de la flor de taza a plana.
Florece en oleadas a lo largo de la temporada. Si se le cortan las flores secas después florece esporádicamente.

## Origen
El cultivar fue desarrollado en Estados Unidos por el prolífico rosalista estadounidense Van Fleet en 1930. 'New Dawn' es una rosa híbrida triploide con ascendentes parentales de ser un desporte de 'Dr. W. Van Fleet', (Van Fleet 1910).
La obtención fue registrada bajo el nombre cultivar de 'New Dawn' por Van Fleet en 1930 y se le dio el nombre comercial de 'New Dawn'.
También se la reconoce por los sinónimos de 'Everblooming Dr. W. Van Fleet' y 'The New Dawn'.
La rosa fue conseguida en Estados Unidos como desporte por "Somerset Rose Nursery" antes de 1930 e introducida en el mercado estadounidense por "Henry A. Dreer Archive" en 1930 como 'New Dawn' con la patente "United States - Patent No: PP 1 on 18 Aug 1931".

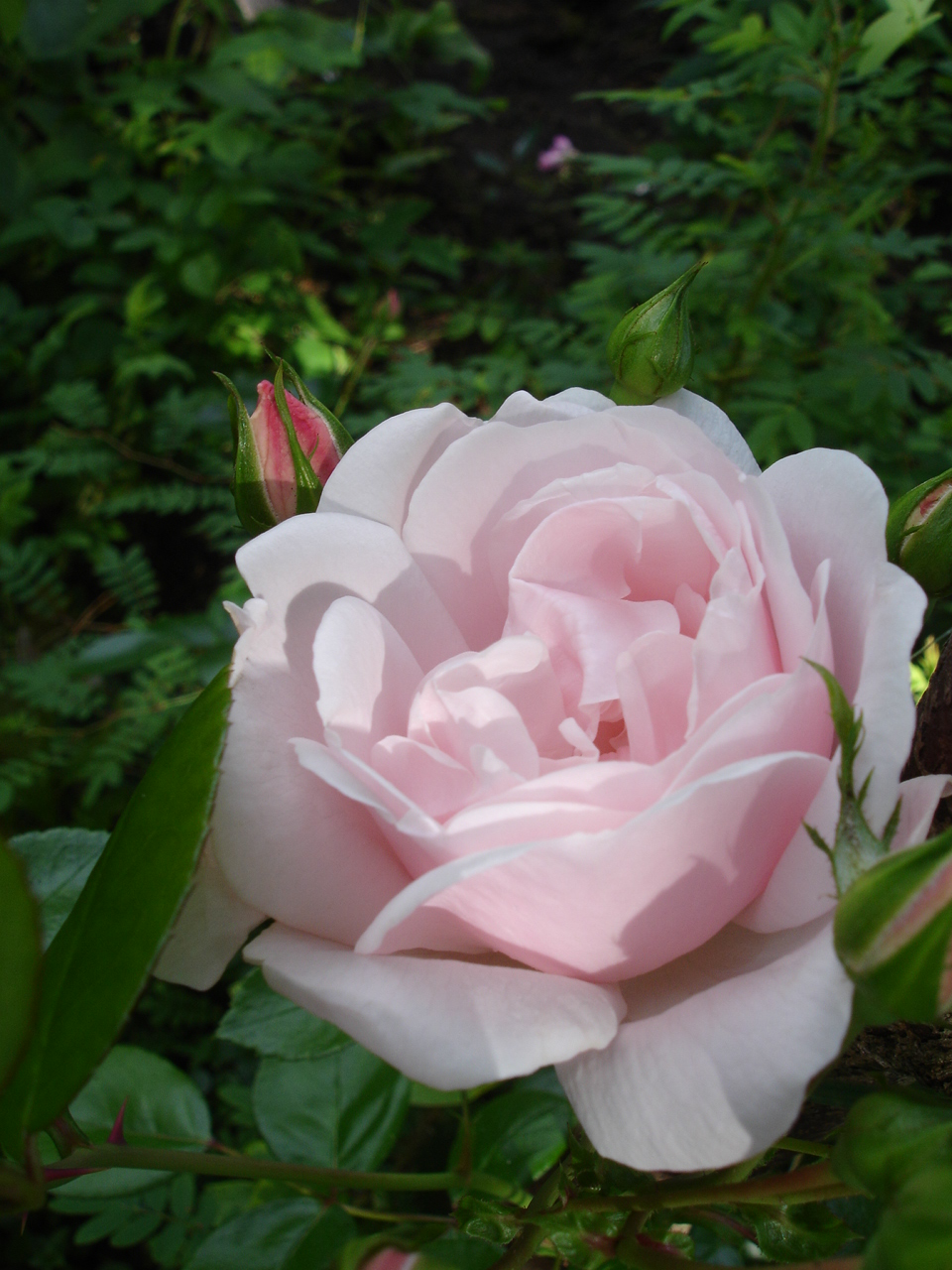
'New Dawn'.
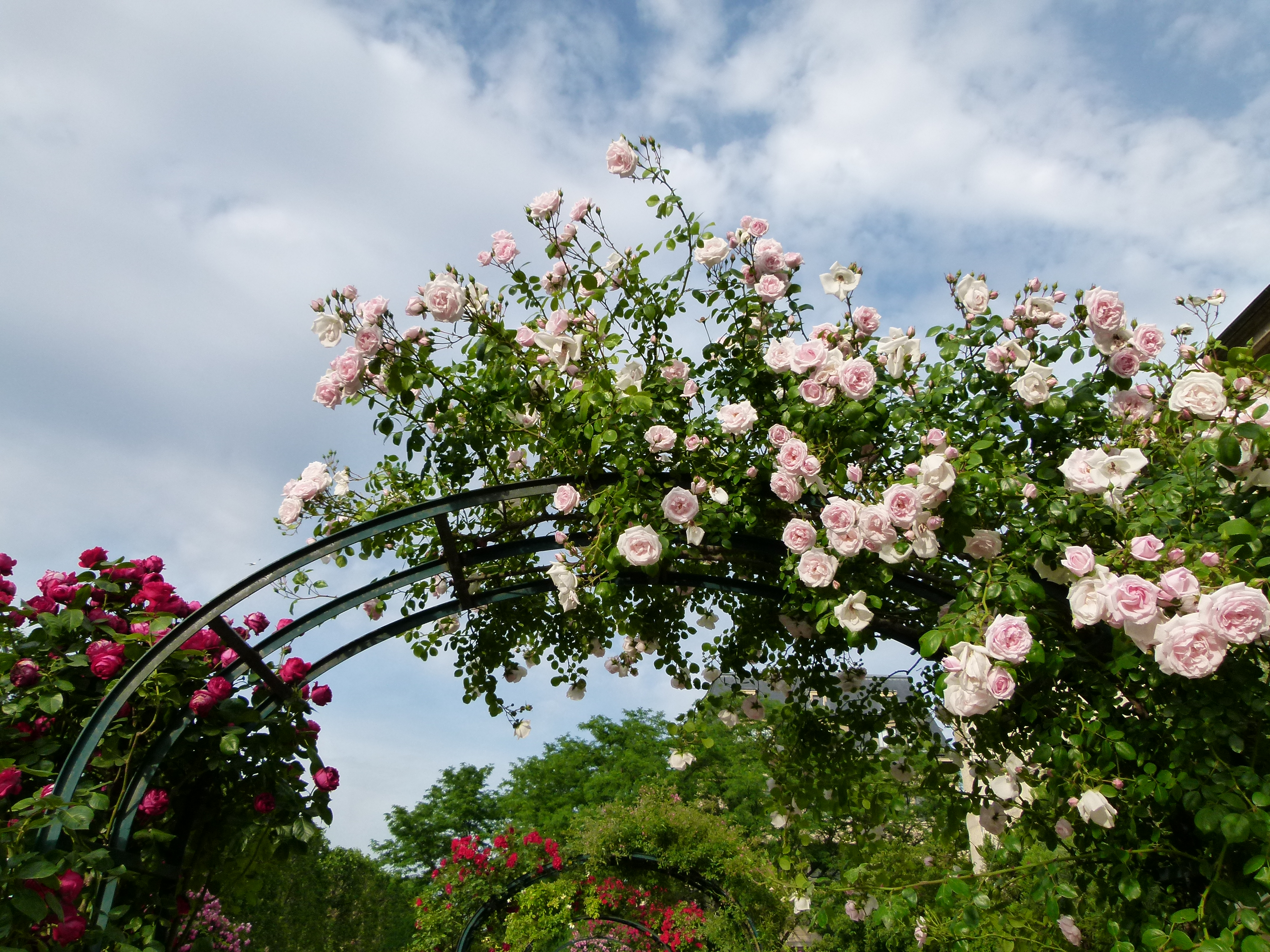
'New Dawn'.
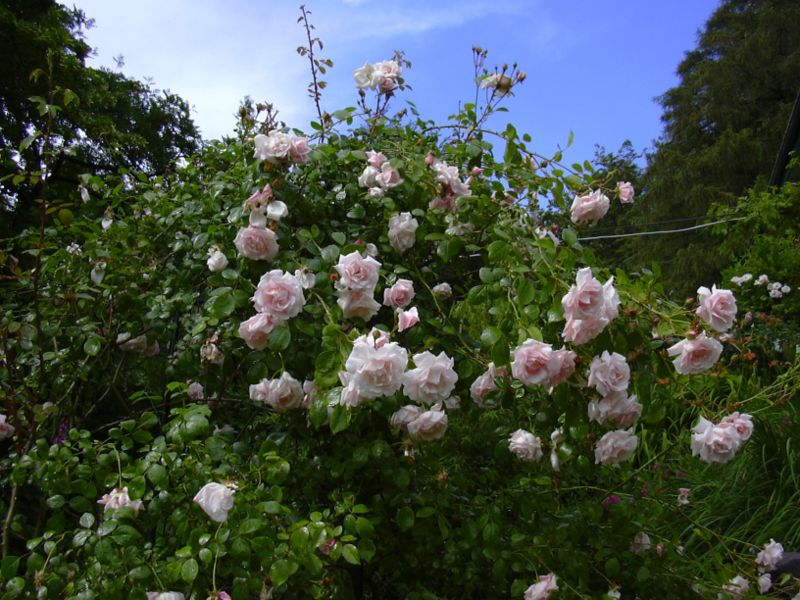
'New Dawn'.
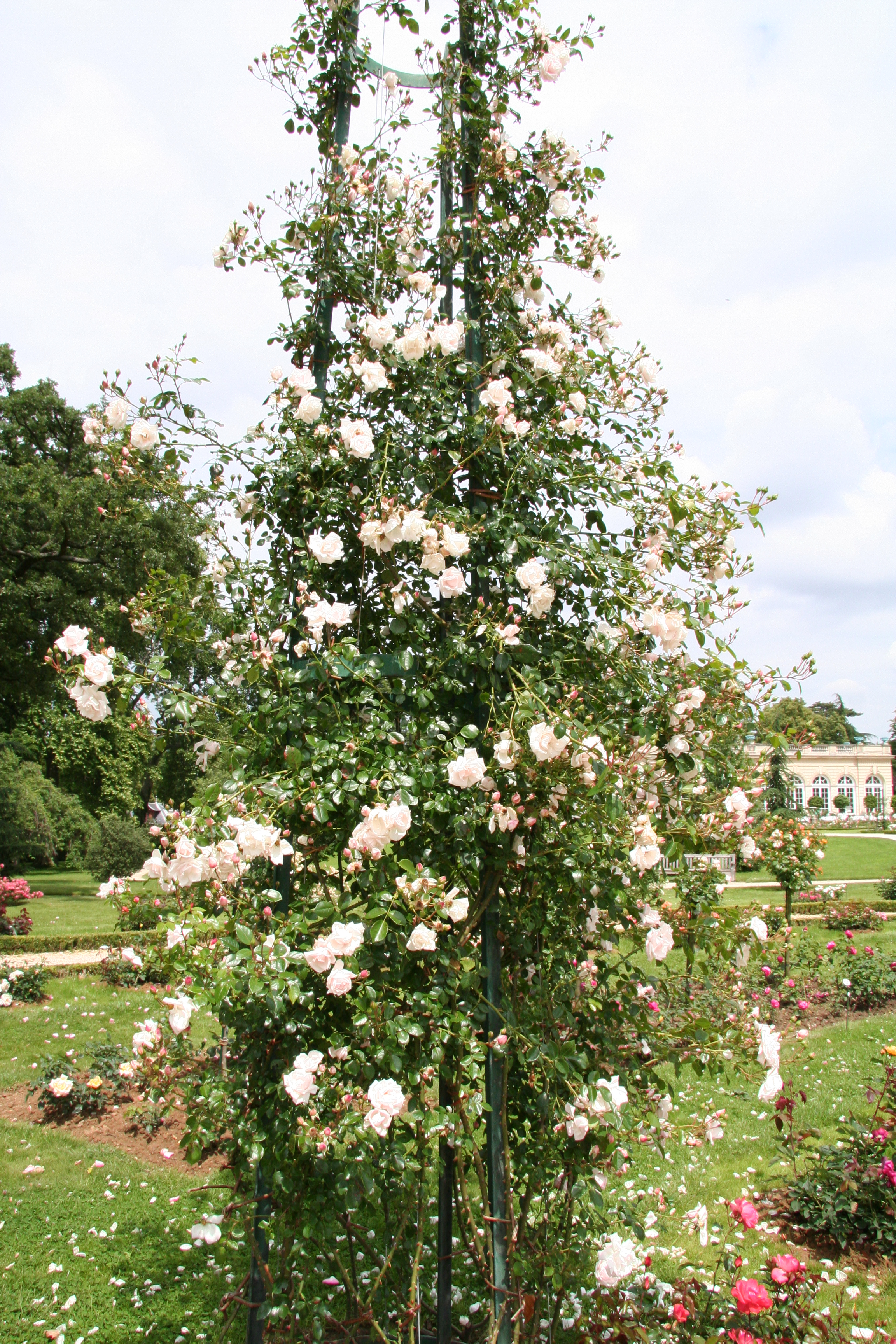
'New Dawn'.

## Premios y galardones
- Climber (ARS). Birmingham Rose Society Spring Show. 2001
- Climber (ARS). Combined Chicagoland Rose Society Show. 2000
- Climber (ARS). Grosse Pointe Rose Society Show. 2000
- Climber (ARS). Kansas City Rose Society Show. 2000
- Climber (ARS). Reno Rose Society Show. 2000
- WFRS Rose Hall of Fame (The World’s Favourite Rose).
- World Federation of Rose Societies Convention. 1997
- World’s Favorite Rose. 1997

## Cultivo
Aunque las plantas están generalmente libres de enfermedades, es posible que sufran de punto negro en climas más húmedos o en situaciones donde la circulación de aire es limitada.
Las plantas toleran media sombra, a pesar de que se desarrollan mejor a pleno sol. En América del Norte son capaces de ser cultivadas en USDA Hardiness Zones 5b a 9b. La resistencia y la popularidad de la variedad han visto generalizado su uso en cultivos en todo el mundo.
Puede ser utilizado para las flores cortadas o jardín. Vigorosa. En la poda de Primavera es conveniente retirar las cañas viejas y madera muerta o enferma y recortar cañas que se cruzan. En climas más cálidos, recortar las cañas que quedan en alrededor de un tercio. En las zonas más frías, probablemente hay que podar un poco más que eso. Requiere protección contra la congelación de las heladas invernales.

## Desportesde 'New Dawn'

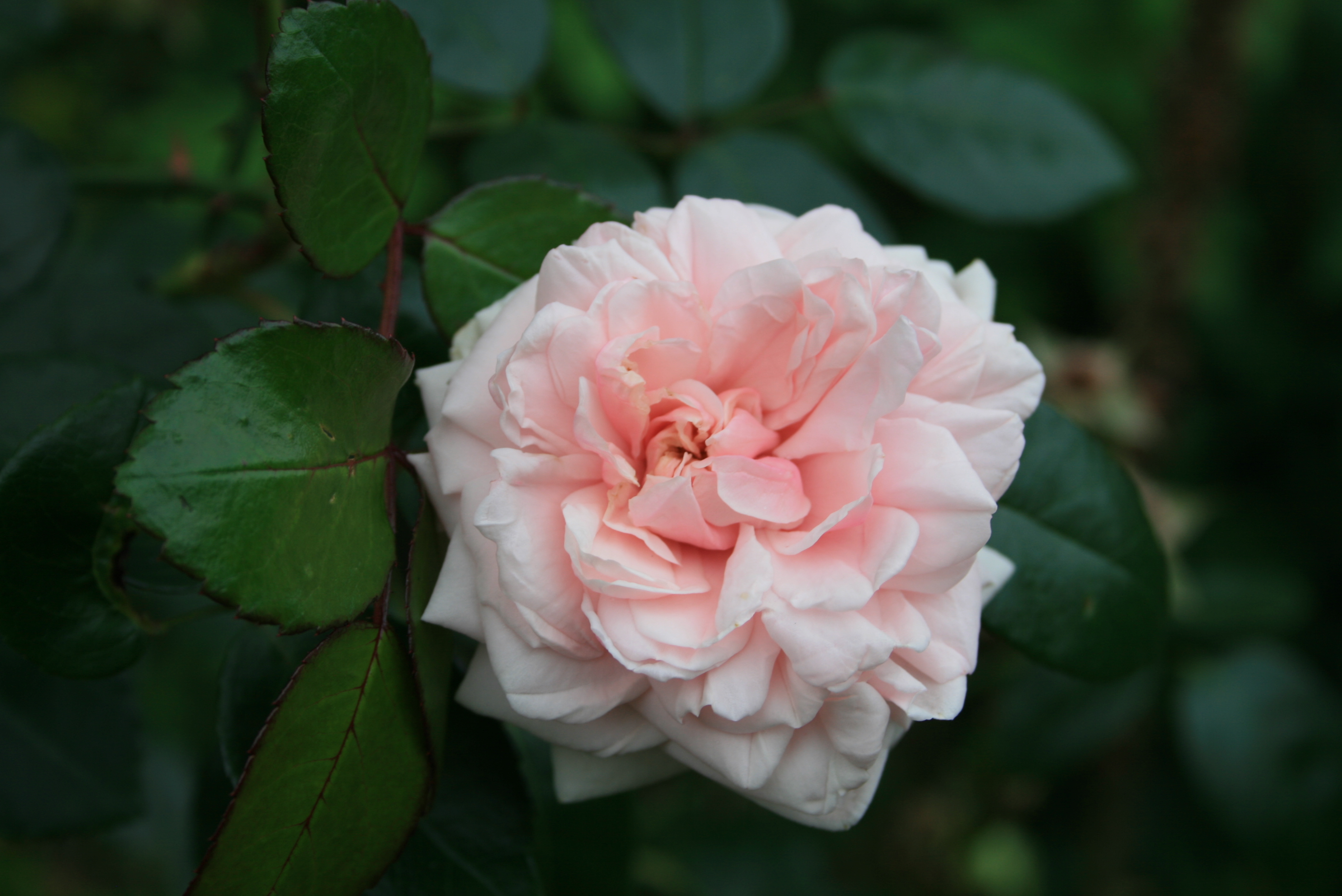
Awakening, Böhm 1935

## Obtencionesyvariedadesderivadas
Debido a las características deseables de la rosa 'New Dawn', se ha utilizado como ascendente parental en cruces con otras variedades para la obtención de obtentores de nuevas rosas, así:

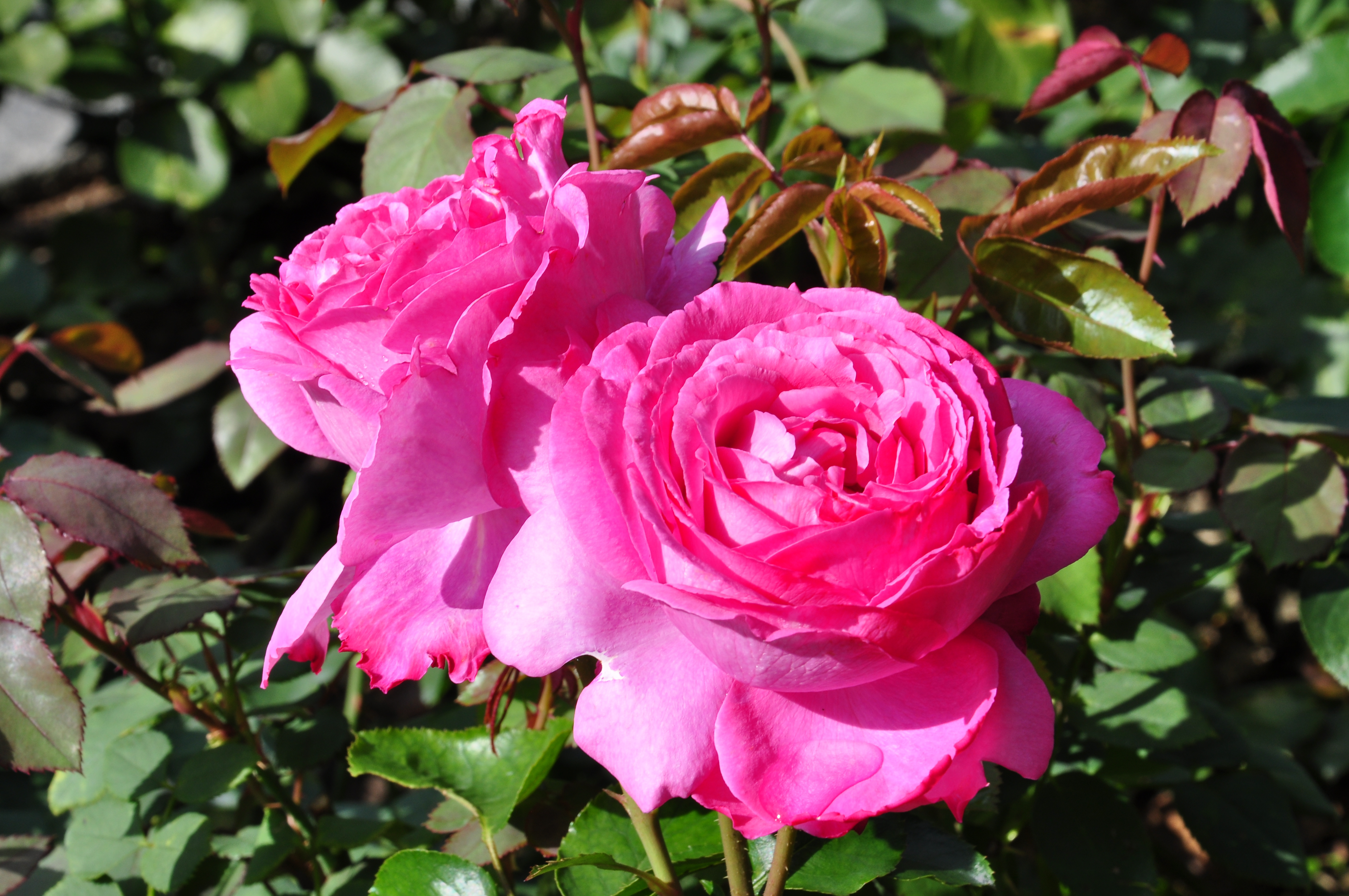
'Aloha', Boerner 1949 'Mercedes Gallart' × 'New Dawn'
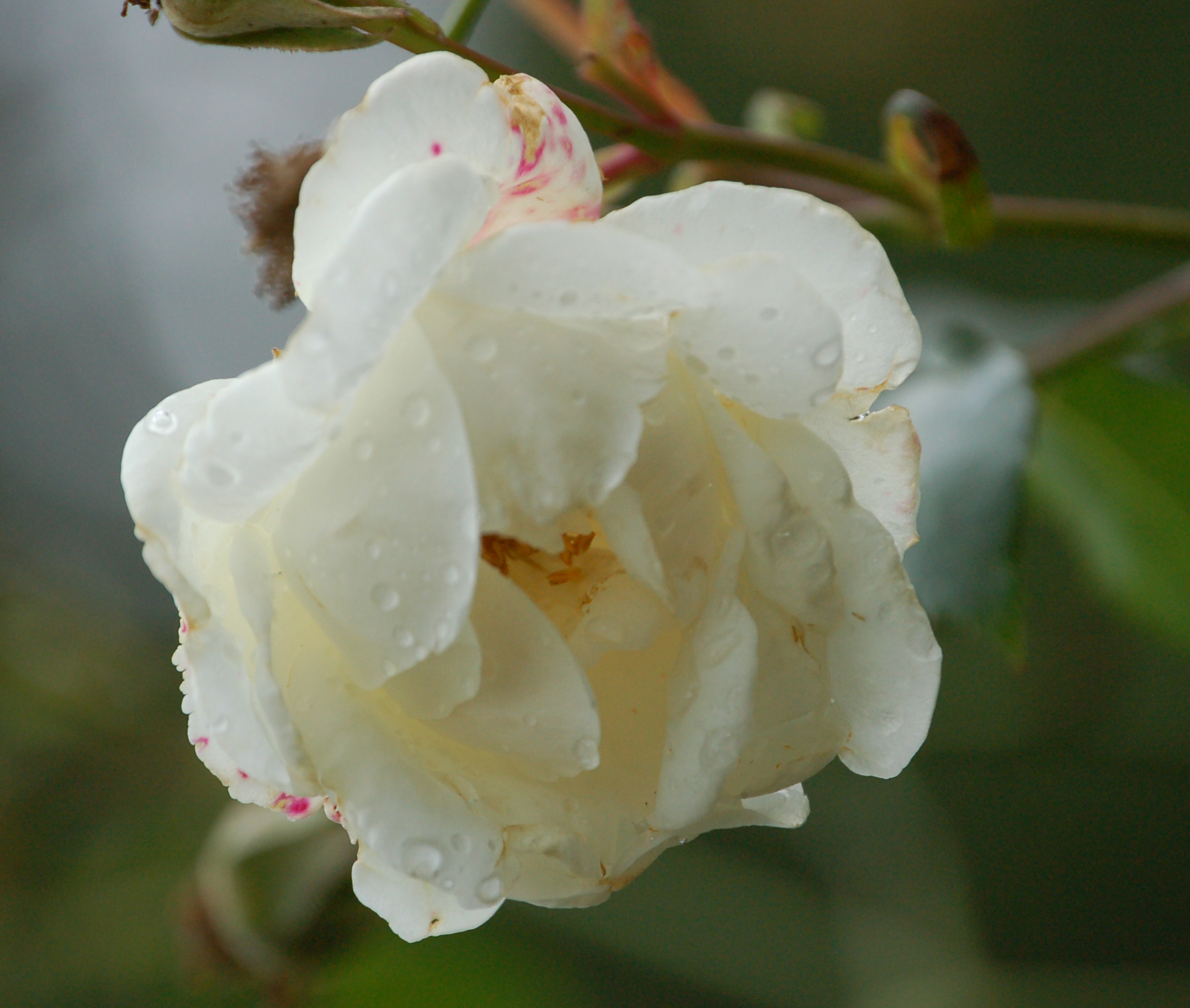
'Morning Stars', Jacobus 1949 Semillas: 'New Dawn' × 'Autumn Bouquet' Polen: 'New Dawn' × 'Inspiration'
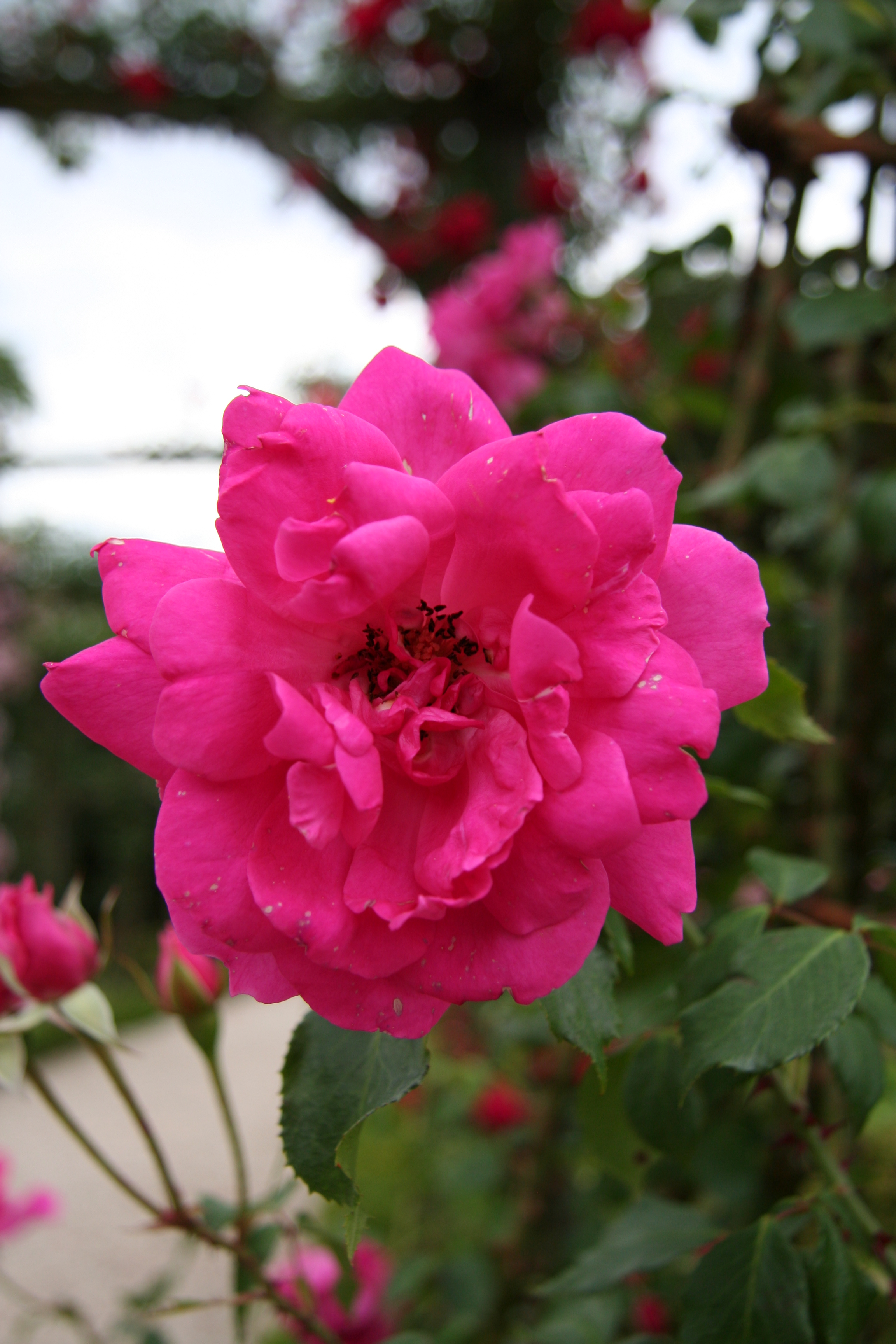
'Pink Cloud', Boerner 1952 'New Dawn' x planta de semillero 'New Dawn'
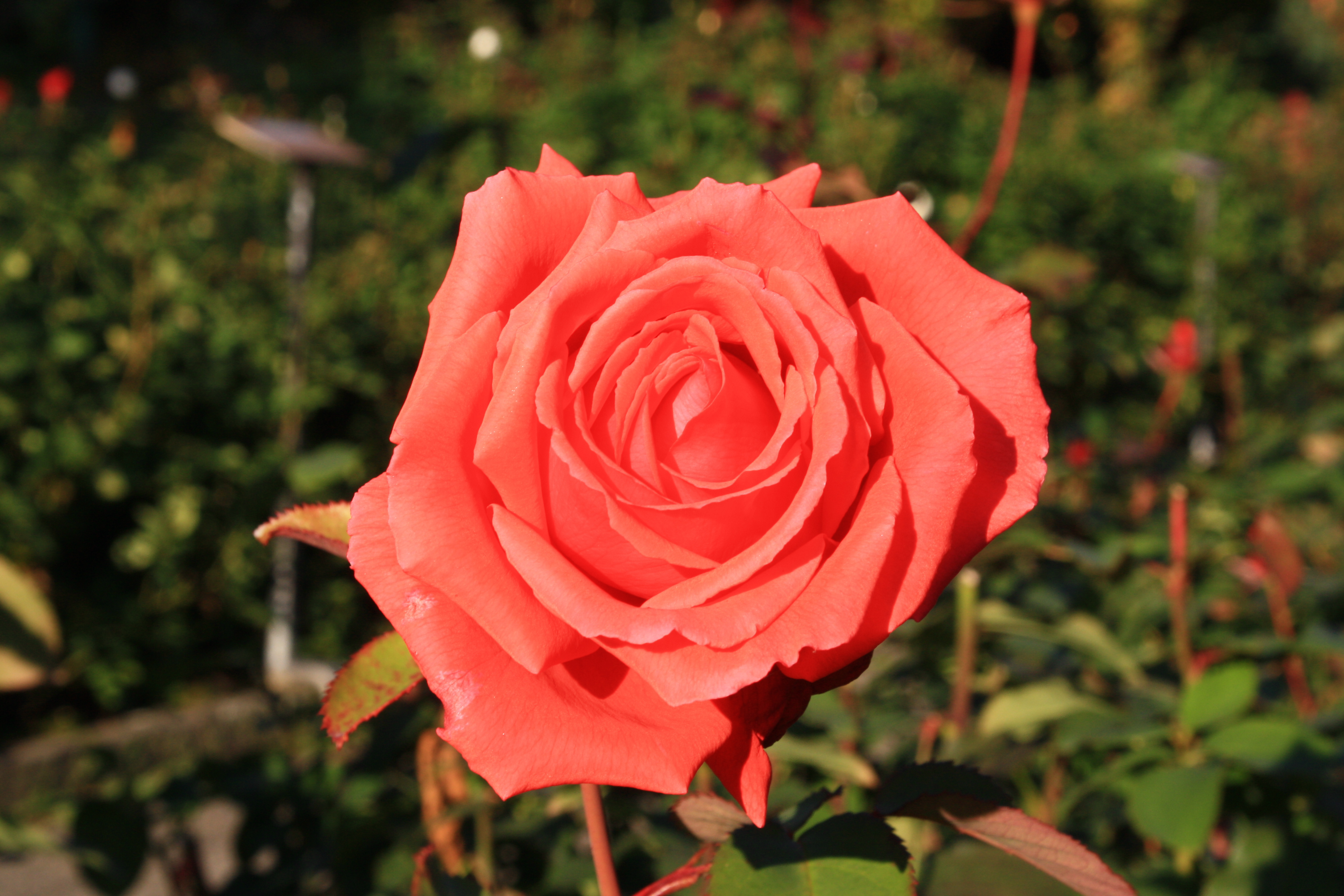
'Coral Dawn' Boerner 1952 'New Dawn' × no revelado
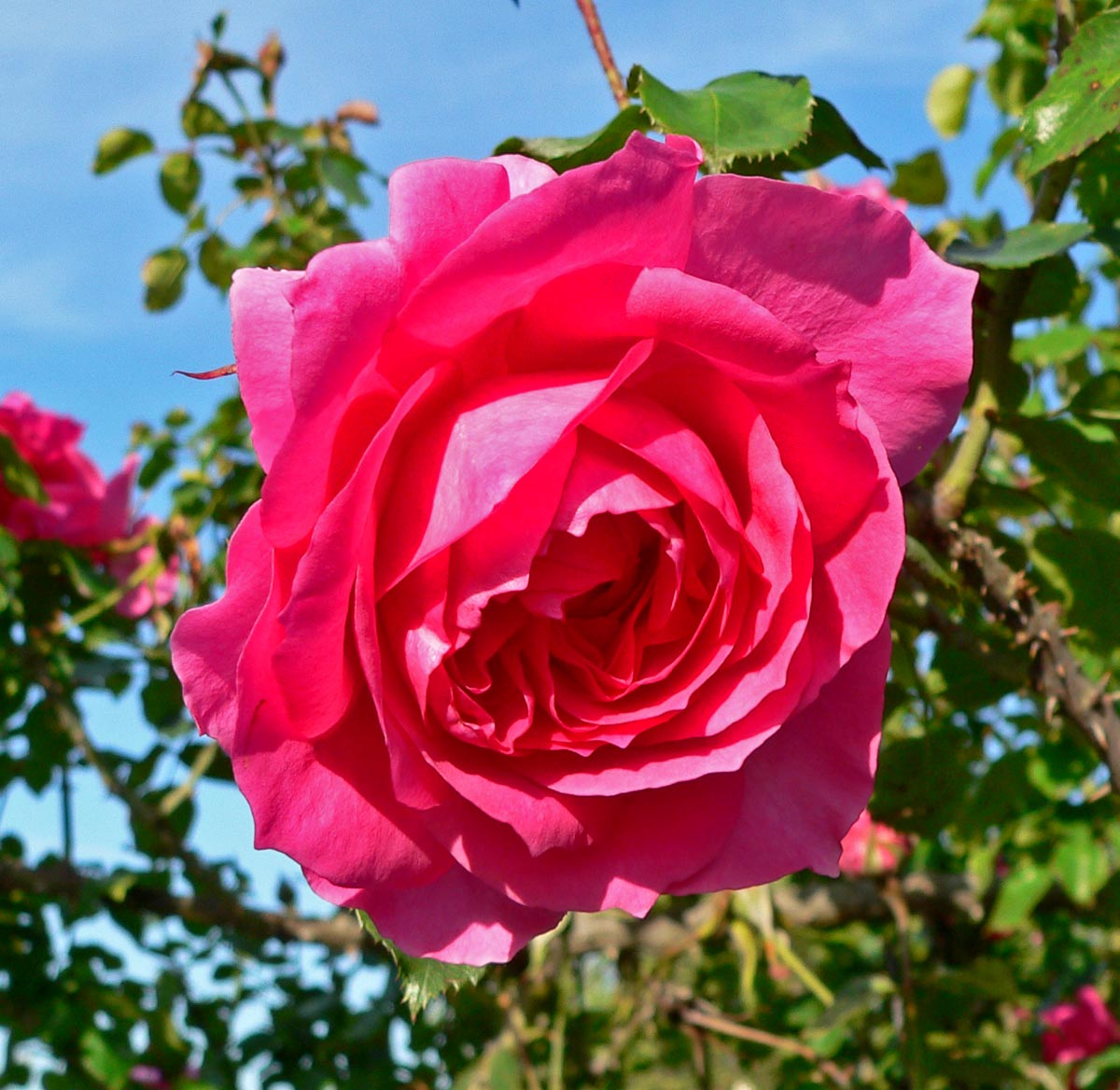
'Parade' Boerner 1953, planta de semillero ('New Dawn' × 'World's Fair', cl.)
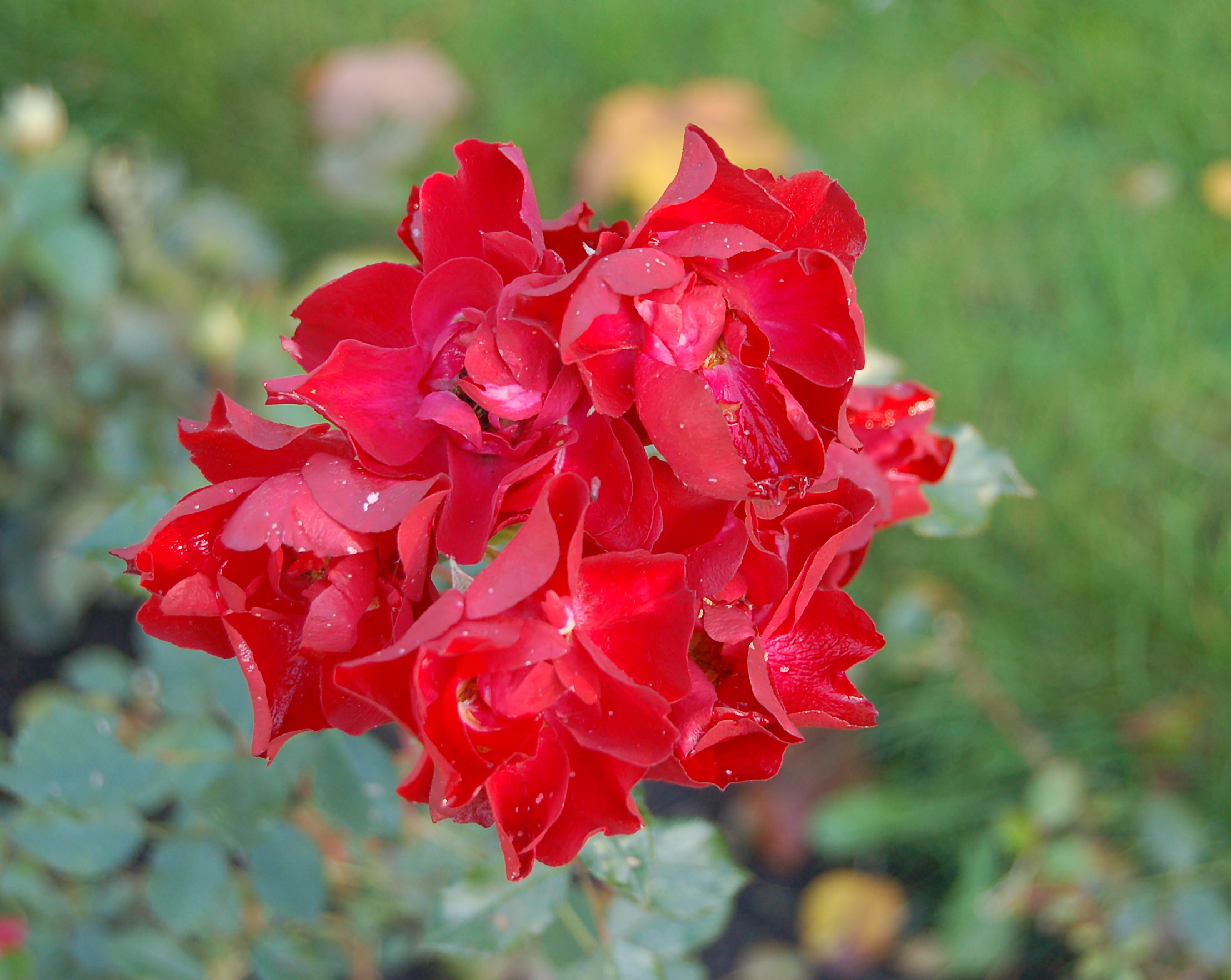
'Lichterloh', Tantau 1955 'Red Favorite' × 'New Dawn'
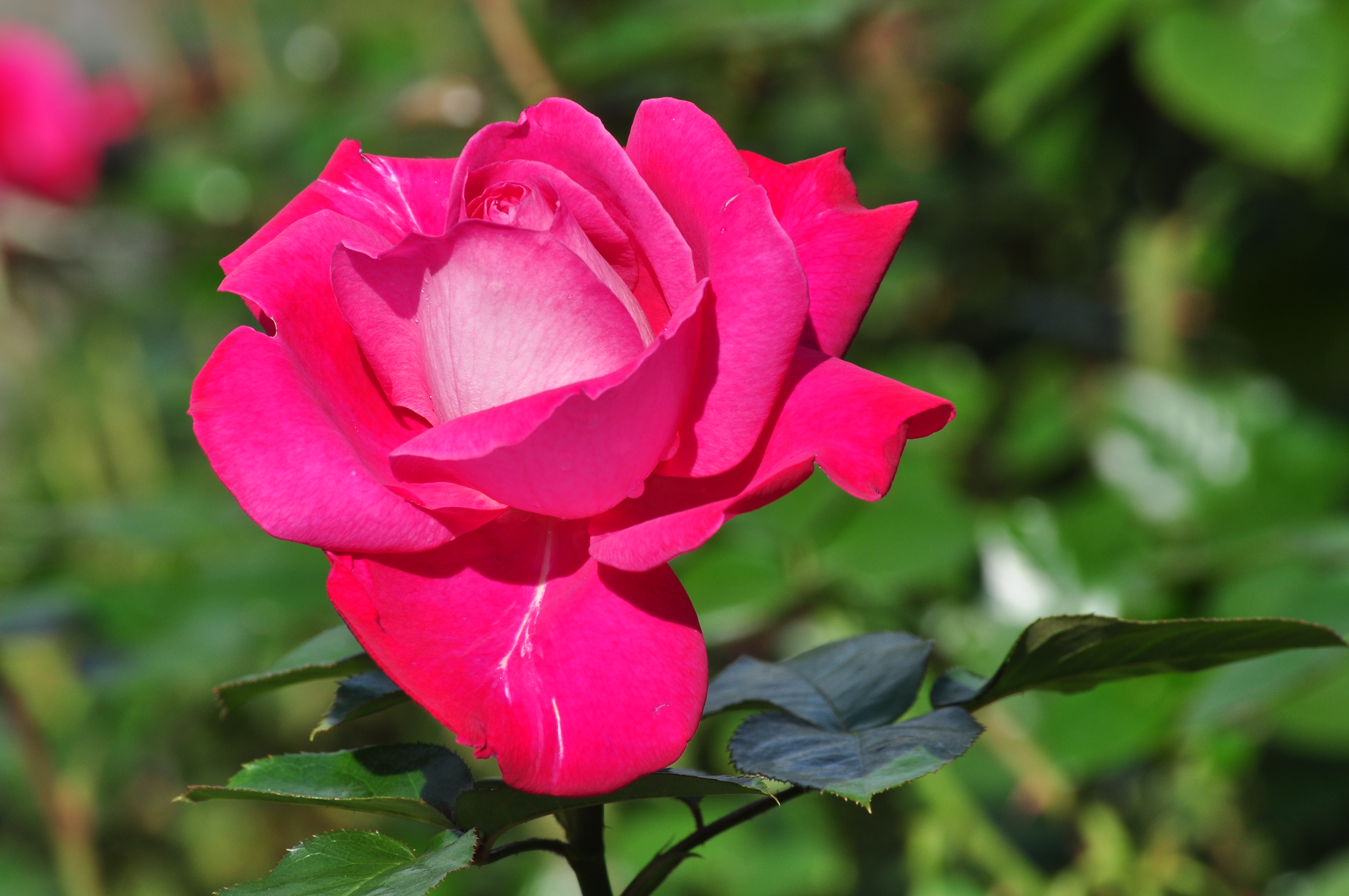
'Morning Dawn', Boerner 1955 plantones de 'New Dawn' × 'R.M.S. Queen Mary'
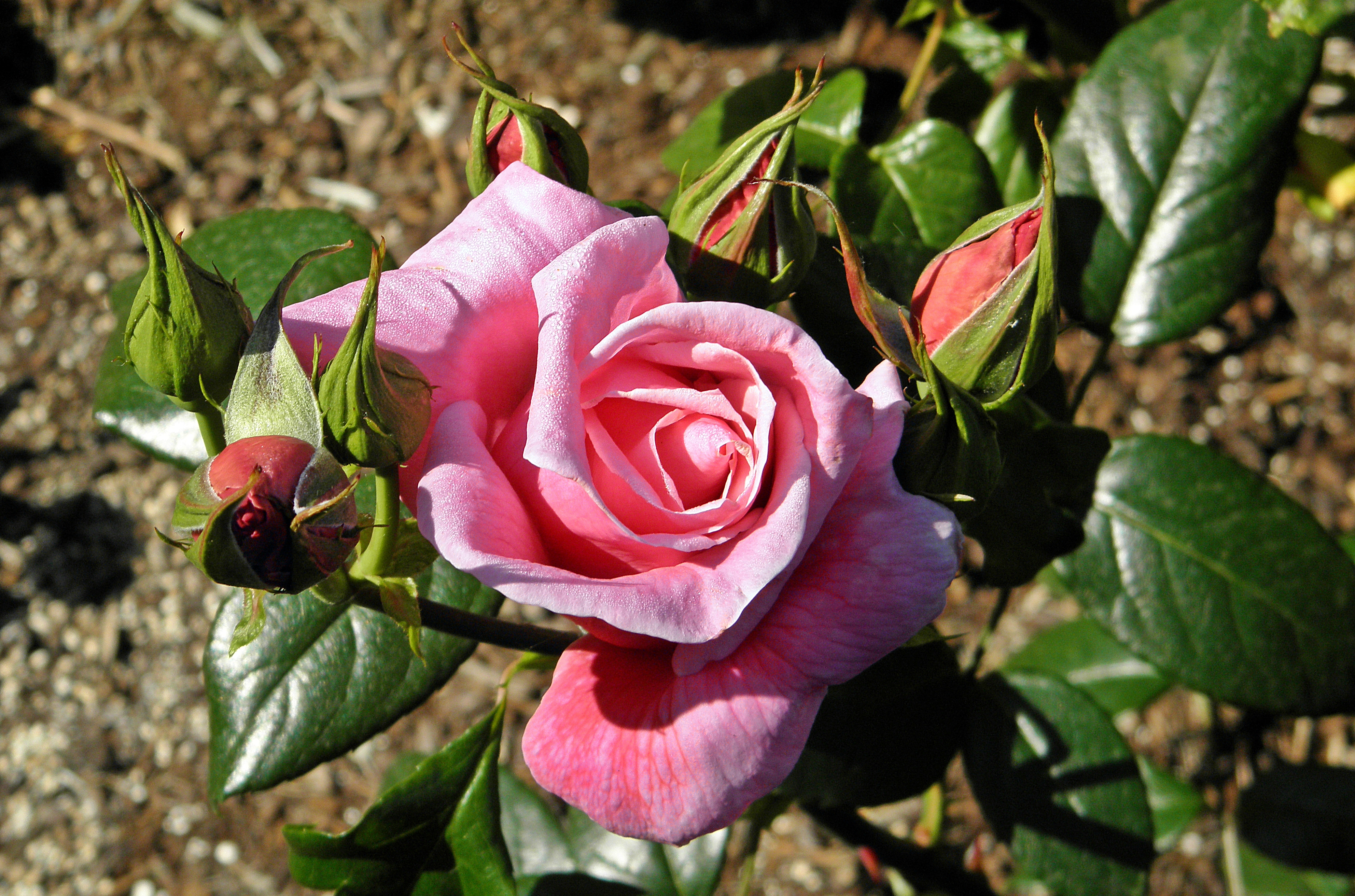
'Pink Favorite', Von Abrams 1956 semillas: 'Juno'; polen: 'Georg Arends' × 'New Dawn'
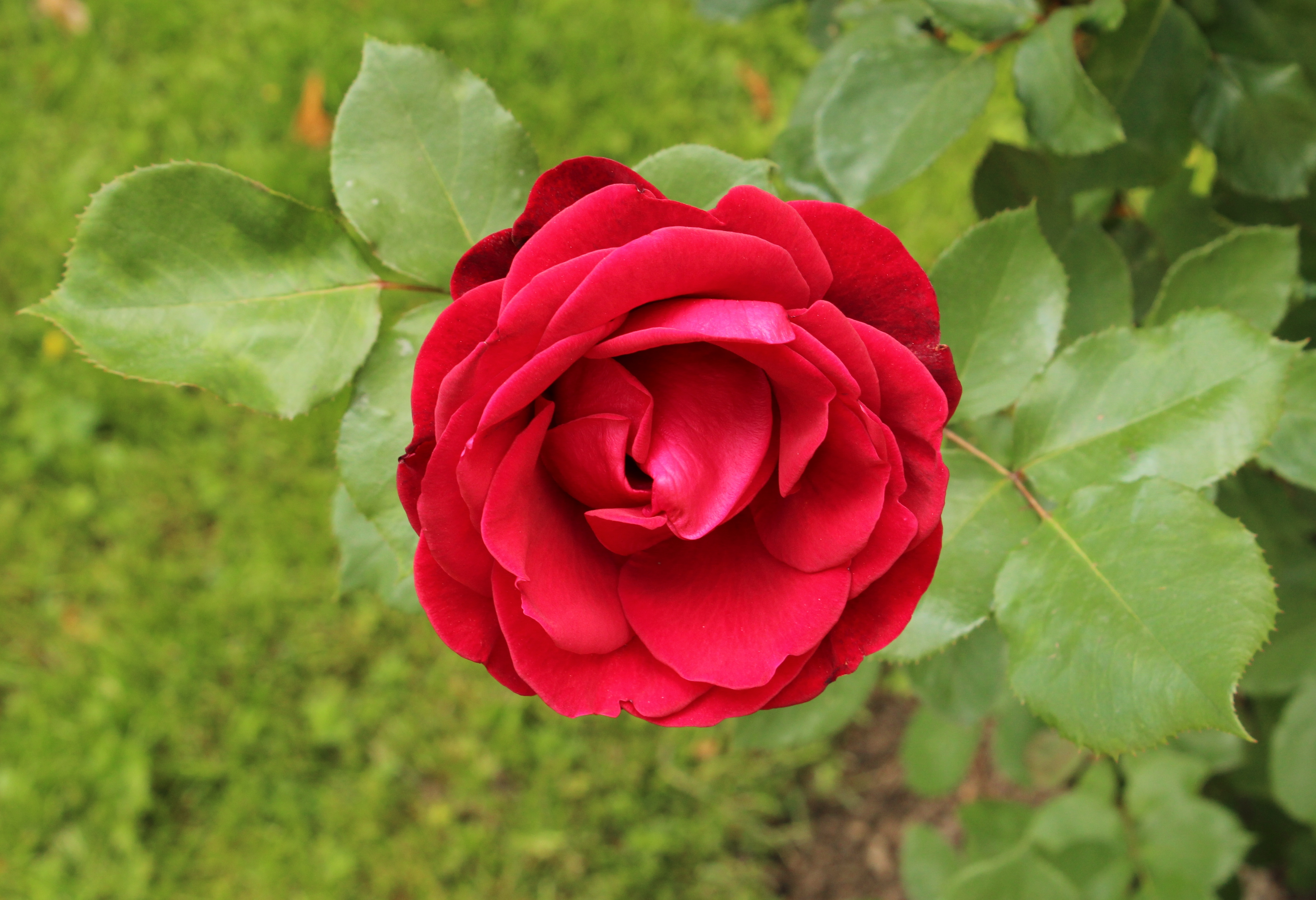
'Don Juan', Malandrone 1958 plantones de 'New Dawn' × 'New Yorker'
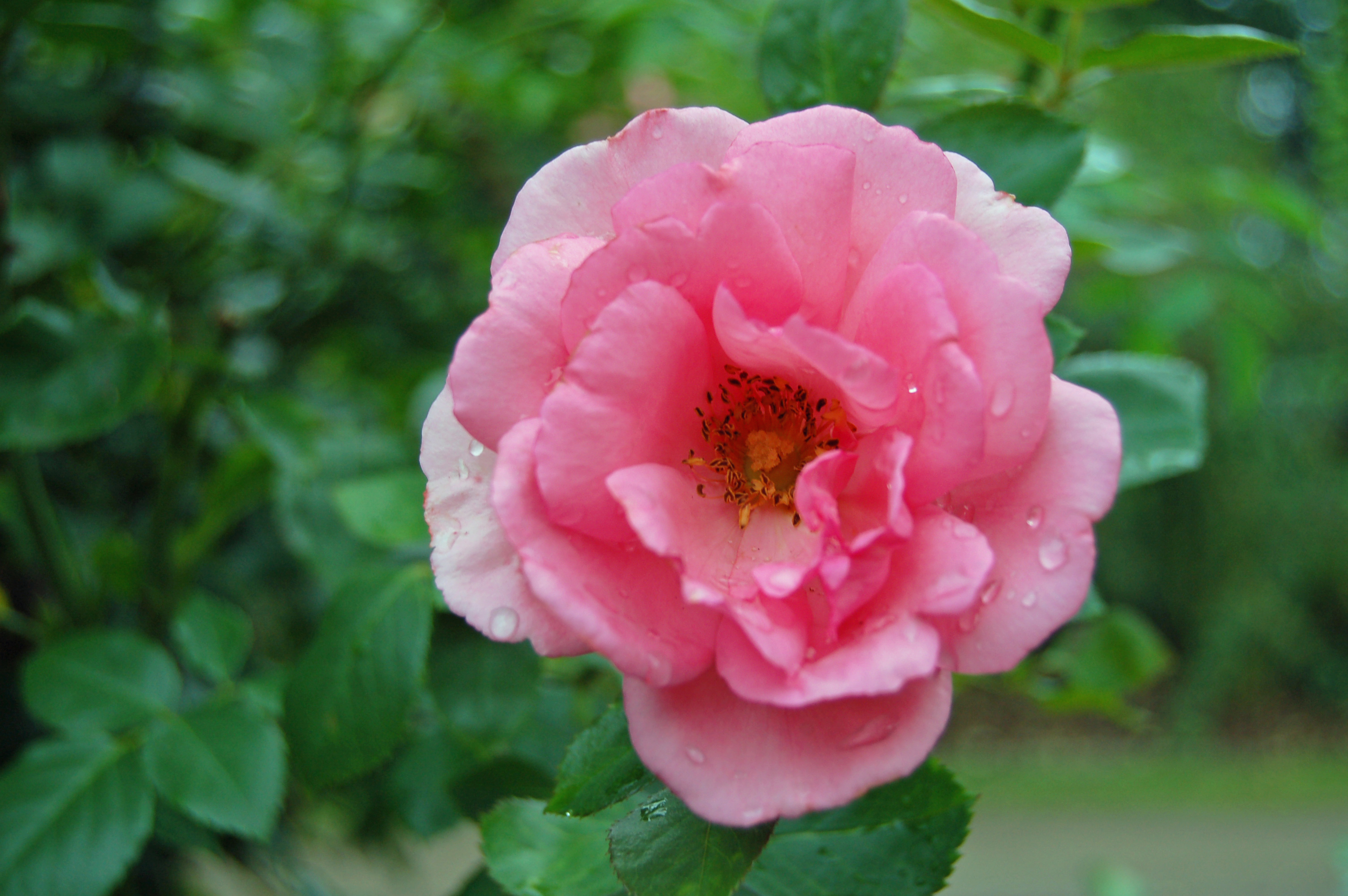
'Bantry Bay', McGredy 1967 'New Dawn' × 'Korona'
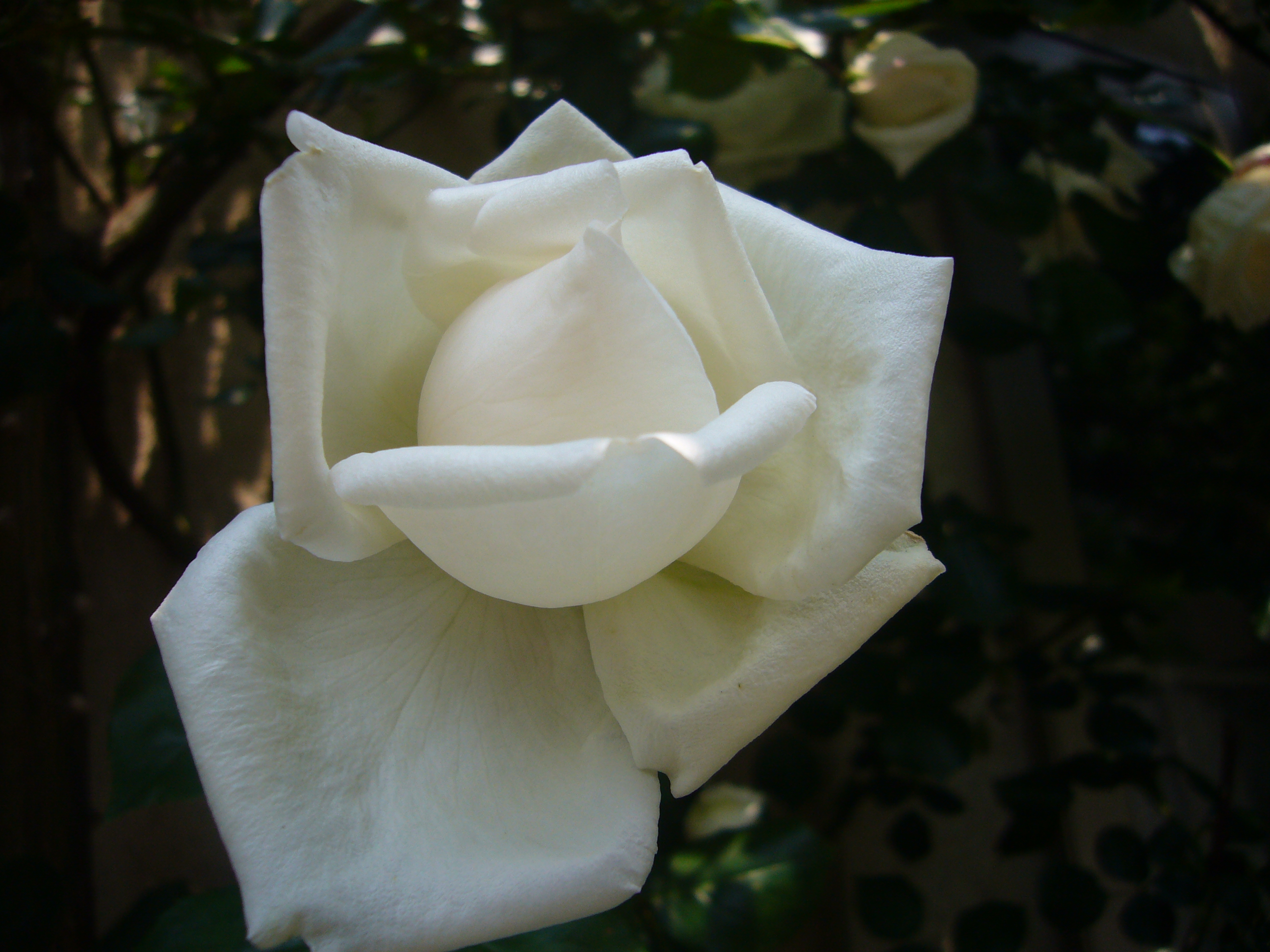
'Shin-Setsu', Seizo Suzuki 1969 semillas: 'Blanche Mallerin' × 'Neige Parfum'; polen: planta de semillero de 'New Dawn'
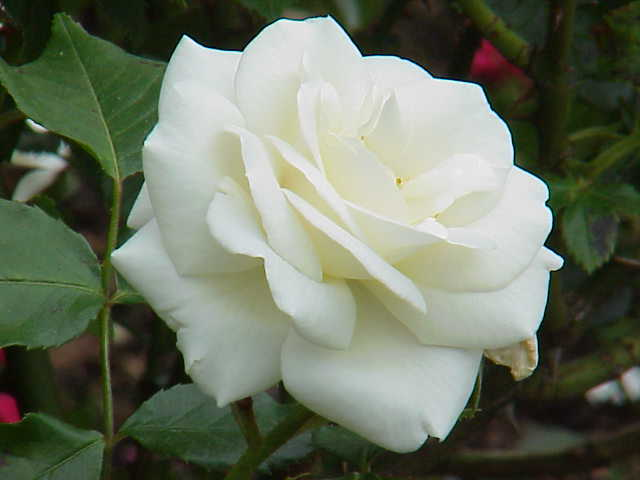
'White Cockade', Cocker 1969 'New Dawn' × 'Circus'
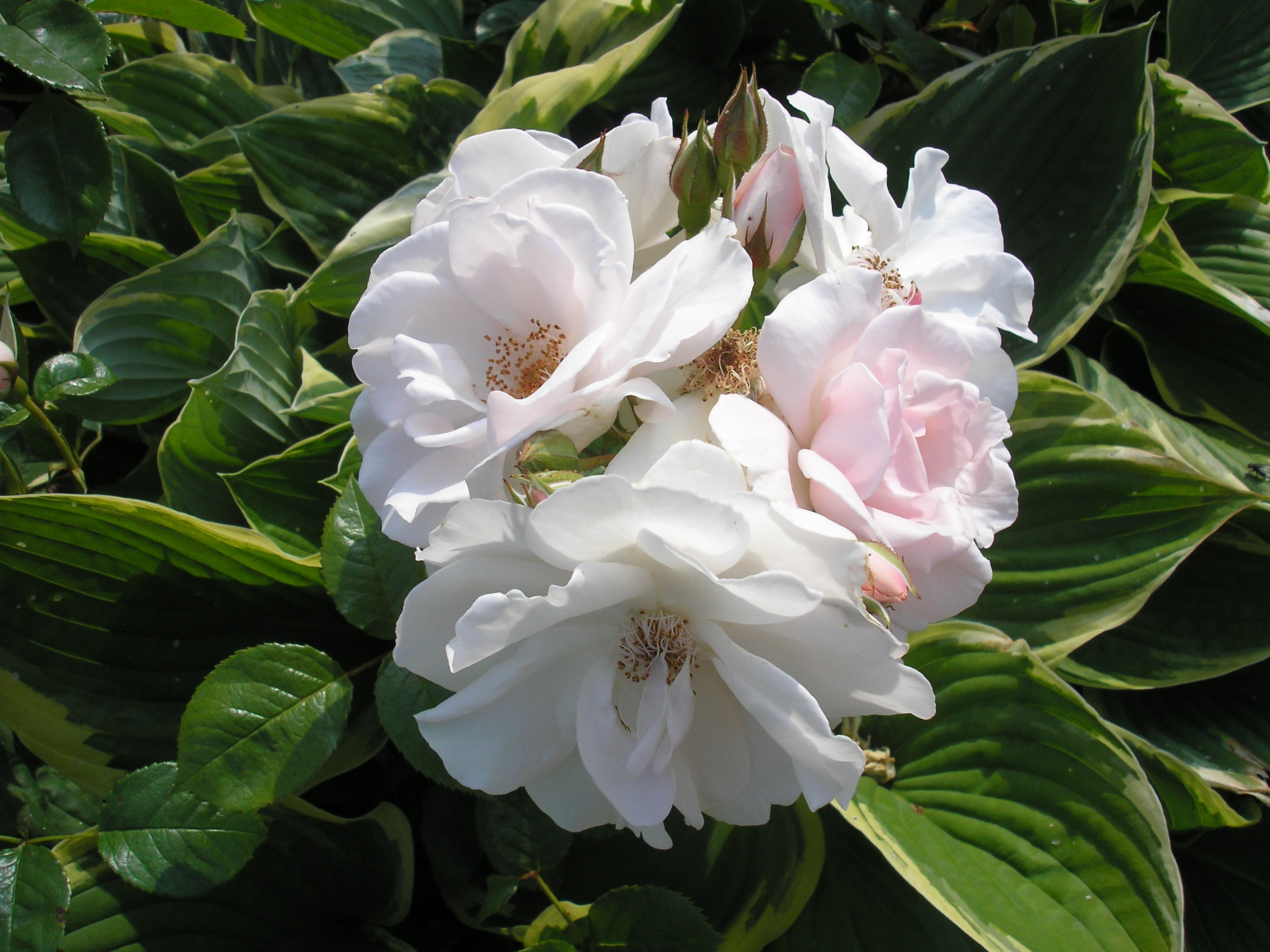
'City of London', Harkness 1986 'New Dawn' × 'Radox Bouquet'